# Cephalodella derbyi
Cephalodella derbyi är en hjuldjursart som först beskrevs av Dixon-Nuttall och Freeman 1903.  Cephalodella derbyi ingår i släktet Cephalodella och familjen Notommatidae. Inga underarter finns listade i Catalogue of Life.